# Euxoa luteosita
Euxoa luteosita är en fjärilsart som beskrevs av Smith 1900. Euxoa luteosita ingår i släktet Euxoa och familjen nattflyn. Inga underarter finns listade i Catalogue of Life.